# قارلق بزرگ
قارلق بزرگ یک روستا در بخش مرکزی شهرستان کنگاور در استان کرمانشاه ایران است.

## مردم
اغلب مردم این روستا لر و ترک هستند.

## جمعیت
این دهستان در شهرستان کنگاور قرار دارد و براساس جمعیت آن 2000 نفر (۴۰۲خانوار) بوده‌است.